# Tilapia
Tilapia – rodzaj słodkowodnych ryb okoniokształtnych z rodziny pielęgnicowatych (Cichlidae), ustanowiony przez Andrew Smitha w 1840 roku. Nazwa rodzaju pochodzi z języka Buszmenów i oznacza rybę.

## Występowanie
Afryka i Lewant.

## Budowa
Ciało krępe, krótkie lub średnio wydłużone, dość wysokie. Pomiędzy twardymi i miękkimi promieniami płetwy grzbietowej brak widocznej przerwy. Zęby małe, ścieśnione, wszystkie karbowane, ułożone w 2 lub więcej rzędach w każdej szczęce. Łuski duże. Jednolite ubarwienie ciała zmienia się w zależności od stanu emocjonalnego ryby, a także w okresie godowym.

## Taksonomia i filogeneza
Definicja taksonomiczna rodzaju Tilapia była zmieniana wielokrotnie, m.in. przez Bleekera, Boulengera i Pellegrina. Również zakres umieszczanych w nim gatunków ulegał ciągłym zmianom. Na podstawie analiz morfologicznych Regan, Trewavas i Stiassny uznali Tilapia za takson monofiletyczny, co nie zostało potwierdzone badaniami molekularnymi. Analizy filogenetyczne różnych autorów wykazały, w zależności od wybranych markerów, istnienie w obrębie rodzaju Tilapia od 2 do 5 grup odległych filogenetycznie. Autorzy ci uznali takson za parafiletyczny. Oczekiwana jest rewizja taksonomiczna rodzaju. Klett i inni proponują pozostawienie w rodzaju tylko gatunku typowego T. sparrmanii. Schwarzer i inni sugerują monofiletyzm wąskiej grupy gatunków z południowo-wschodniej Afryki, do której zaliczyli T. sparrmanii, T. ruweti, T. baloni i T. guinasana.

## Klasyfikacja
Gatunki zaliczane do tego rodzaju:
| - Tilapia bakossiorum - Tilapia baloni - Tilapia bemini - Tilapia bilineata - Tilapia brevimanus - Tilapia busumana - Tilapia buttikoferi - Tilapia bythobates - Tilapia cameronensis - Tilapia camerunensis - Tilapia cessiana - Tilapia coffea - Tilapia congica - Tilapia dageti | - Tilapia deckerti - Tilapia discolor - Tilapia ejagham - Tilapia flava - Tilapia fusiforme - Tilapia guinasana - Tilapia guineensis - Tilapia gutturosa - Tilapia imbriferna - Tilapia ismailiaensis - Tilapia joka - Tilapia konkourensis - Tilapia kottae - Tilapia louka | - Tilapia margaritacea - Tilapia nigrans - Tilapia nyongana - Tilapia pra - Tilapia rendalli - Tilapia rheophila - Tilapia ruweti - Tilapia snyderae - Tilapia sparrmanii - Tilapia spongotroktis - Tilapia tholloni - Tilapia thysi - Tilapia walteri - Tilapia zillii – tilapia Zilliego |

Gatunkiem typowym rodzaju jest Tilapia sparrmanii.

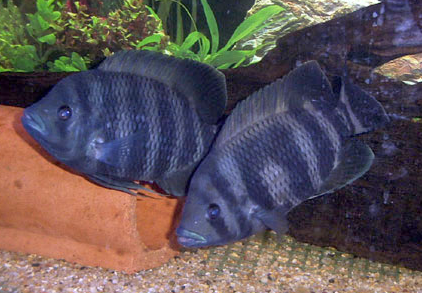
Tilapia buttikoferi
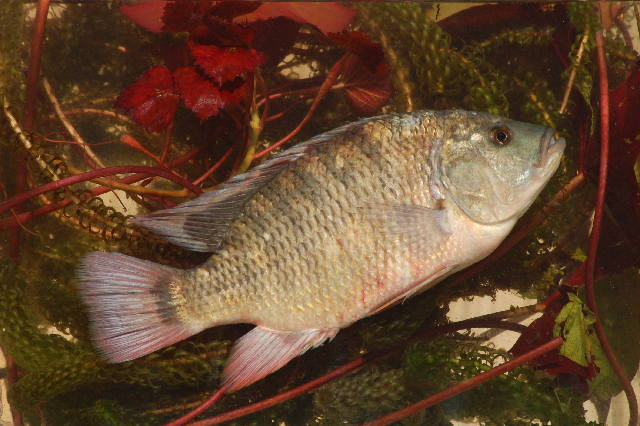
Tilapia rendalli
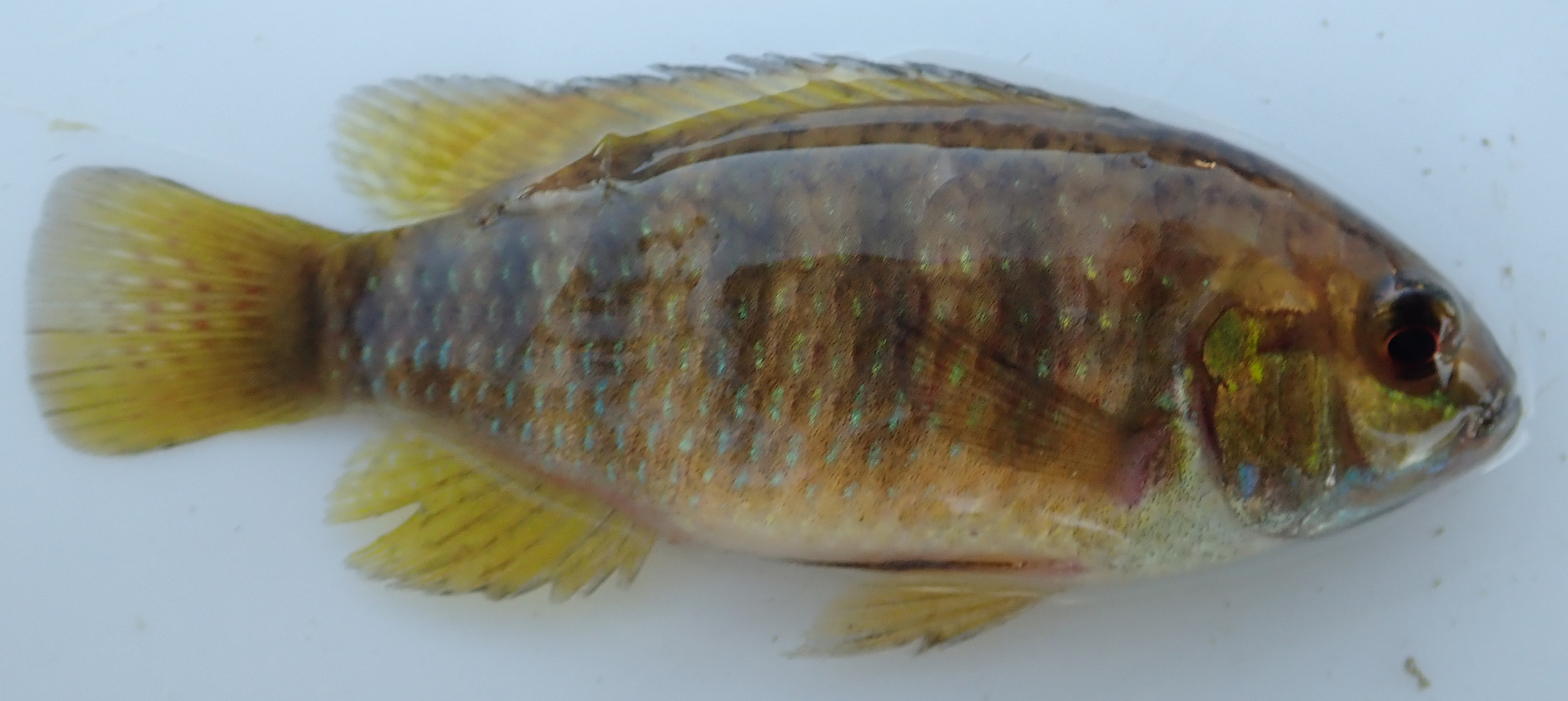
Tilapia ruweti